# Rocznik Statystyczny Rzeczypospolitej Polskiej
Rocznik Statystyczny Rzeczypospolitej Polskiej – rocznik statystyczny, który zawiera najważniejsze dane statystyczne na temat Polski, wydawany jest od 1921 roku przez Główny Urząd Statystyczny w Warszawie. Rocznik ten jest blisko spokrewniony z Małym Rocznikiem Statystycznym Polski. Od 1958 roku do dzisiaj oba roczniki są wydawane corocznie, wcześniej, w latach 1920–1957, zazwyczaj był wydawany tylko jeden rocznik statystyczny na rok.
Wydawany jest co roku, pod obecnym tytułem – od 1998. Wcześniej nosił tytuł Rocznik Statystyczny (1947–1950 oraz 1955–1997), a przed wojną – Mały Rocznik Statystyczny. W 2017 wydany został 77. tom Rocznika.

## Lata przedwojenne i wojna
Poprzednikiem roczników był Rocznik Statystyczny Królestwa Polskiego, którego dwie edycje ukazały się w 1913 i 1914 roku.
Pierwszy Rocznik Statystyki Rzeczypospolitej Polskiej obejmujący lata 1920/21, został wydany w czerwcu 1921 roku (tom 1, cześć 1), parę miesięcy po zakończeniu wojny polsko-bolszewickiej i trzy lata po utworzeniu Głównego Urzędu Statystycznego. W czasie pierwszego wydania granice polskie nie były ostatecznie ustalone, co komplikowało liczenie wielu danych. Materiały do pierwszej edycji opierały się głównie na danych zebranych przed I wojną światową przez państwa zaborcze. Kolejnych dziewięć edycji Roczników Statystyki zostało wydanych w latach 1920–1930 (w latach 1925/1926 został wydany tylko jeden tom 4). Rocznik Statystyki był wydaniem dwujęzycznym polsko-francuskim, którego francuski tytuł brzmiał Annuaire statistique de la République Polonaise. Wcześniejsze tomy miały około 300 stron, ale pod koniec dekady liczba stron wzrosła do około 600.
W 1930 r. rozpoczęto wydawanie Małego Rocznika Statystycznego, który miał mniejszy, kieszonkowy wymiar i około 300 stron. Był on napisany z myślą nie o specjalistach, lecz o szerokim kręgu odbiorców, zwłaszcza o młodzieży szkolnej i studentach. W 1934 roku Ministerstwo Wyznań Religijnych i Oświecenia Publicznego zatwierdziło mały rocznik statystyczny „jako książkę pomocniczą dla nauczycieli oraz jako książkę bibliotek uczniowskich w szkołach średnich ogólnokształcących i w seminariach nauczycielskich”. Mały Rocznik miał dziesięć przedwojennych edycji i ukazywał się do 1939 roku. Wczesne edycje miały nakład 10 tys. egzemplarzy, ale nakład wzrósł do 100 tys. pod koniec dekady.
1 grudnia 1941 roku Ministerstwo Informacji i Dokumentacji Rządu Rzeczypospolitej Polskiej wydało w Londynie „Concise Statistical Year-Book of Poland, September 1939-June 1941”, angielskojęzyczną edycję małego rocznika z danymi statystycznymi na temat stanu Polski we wrześniu 1939 roku oraz z danymi z dwóch stref okupacyjnych: niemieckiej i radzieckiej w okresie od września 1939 do czerwca 1941 roku.

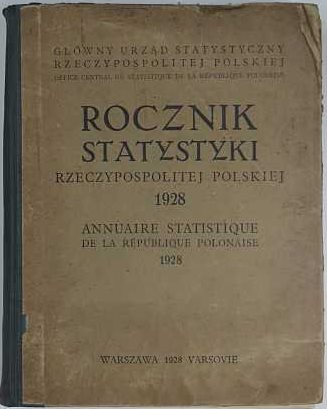
Rocznik Statystyki Rzeczypospolitej Polskiej – 1920-21 (cała część I)
- Rocznik Statystyki Rzeczypospolitej Polskiej – 1928 (okładka)
- Mały Rocznik Statystyczny – 1930 (cały)
- Mały Rocznik Statystyczny – 1939 (cały)
- Mały Rocznik Statystyczny – 1939-41 (cały)

## Lata powojenne
Po wojnie, w 1947 roku ukazał się Rocznik Statystyczny Polski, którego zawartość, format i szata graficzna były oparte na Małych Rocznikach Statystycznych z lat 1930–1939. Ostatnia edycja Małego Rocznika przed wojną miała numer X, w związku z czym Rocznik Statystyczny Polski z 1947 roku ukazał się jako XI edycja. Cztery edycje Rocznika Statystycznego zostały wydane w latach 1947–1950, nim w 1951 zaniechano wydawania roczników z obawy o ujawnienie tajnych informacji. Wydawanie roczników wznowiono w 1956 roku, kiedy wydano Rocznik Statystyczny, 1955.
Od 1958 roku zaczęto wydawać w jednym roku dwa roczniki statystyczne: Rocznik Statystyczny i Mały Rocznik Statystyczny. Rocznik Statystyczny był podstawową zbiorczą publikacją Urzędu o charakterze źródłowym, mającą służyć głównie profesjonalistom i osobom o dużej wiedzy fachowej. Prezentował on obszerny zestaw informacji o zjawiskach i procesach zachodzących w kraju, charakteryzujących poziom życia społeczeństwa i stan gospodarki kraju. Mały Rocznik Statystyczny Polski to popularne wydawnictwo przeznaczone dla szerokiego kręgu odbiorców, zwłaszcza młodzieży szkolnej i studentów, ukierunkowane na informacje podstawowe. W 1990 roku wprowadzono nową formę edytorską Małego Rocznika, używając atrakcyjną szatę graficzną, i zastępując tablice statystyczne wykresami, kartogramami i schematami. W roku 1998 – w przypadku „dużego” rocznika statystycznego i w roku 2000 – w przypadku „małego” rocznika, opracowano i wydano po raz pierwszy polsko-angielską edycję roczników i przyjęto dla nich obowiązujące do dziś tytuły: Rocznik Statystyczny Rzeczypospolitej Polskiej i Mały Rocznik Statystyczny Polski.

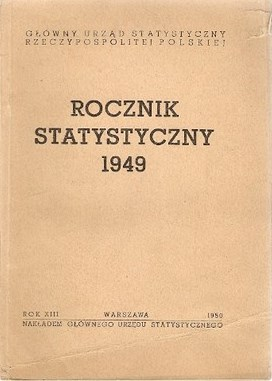
Rocznik Statystyczny – 1949 (okładka)
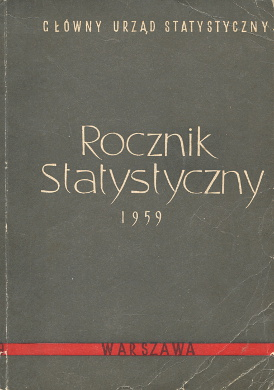
Rocznik Statystyczny – 1955 (cały)
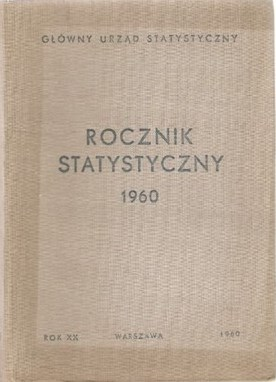
Rocznik Statystyczny – 1959 (okładka)
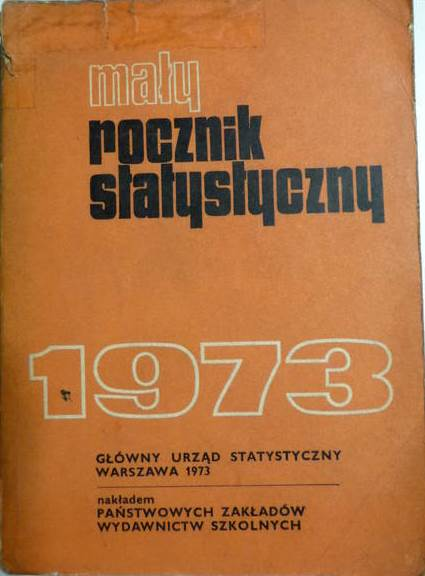
Rocznik Statystyczny – 1960 (okładka)
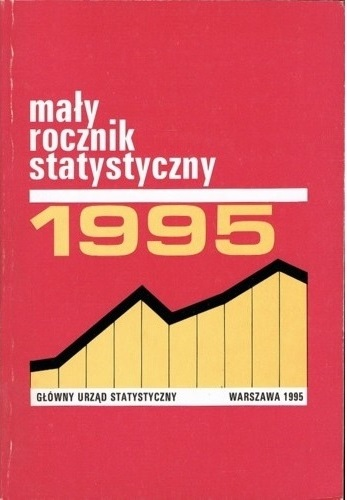
Mały Rocznik Statystyczny – 1973 (okładka)
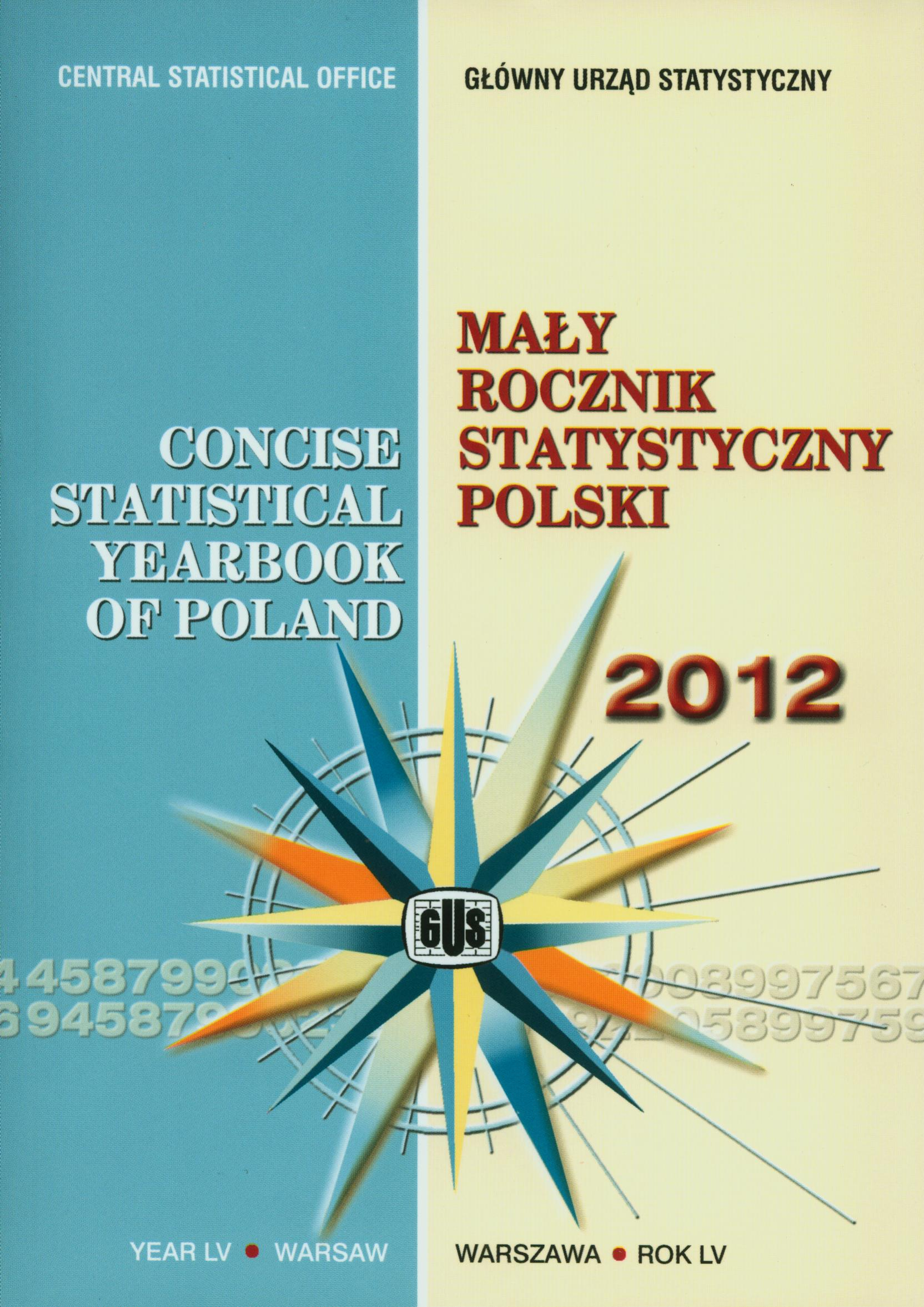
Mały Rocznik Statystyczny – 1995 (okładka)
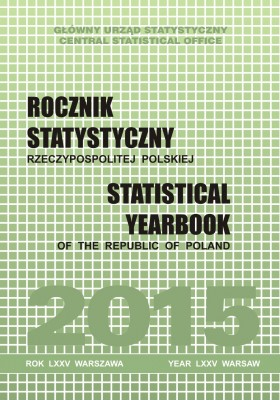
Mały Rocznik Statystyczny Polski – 2012 (okładka)
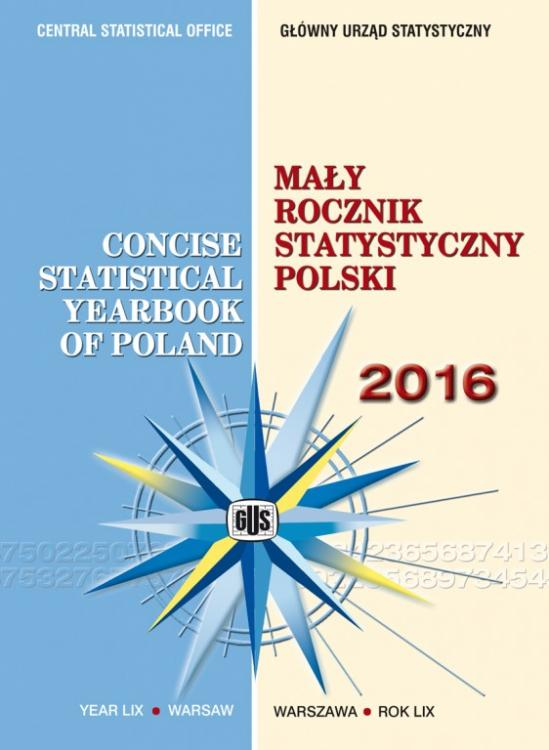
Mały Rocznik Statystyczny Polski – 2013 (cały)
- Rocznik Statystyczny Rzeczypospolitej Polskiej – 2015 (okładka)
- Rocznik Statystyczny Rzeczypospolitej Polskiej – 2015 (cały)
- Mały Rocznik Statystyczny Polski – 2016 (okładka)
- Mały Rocznik Statystyczny Polski – 2016 (cały)